# Skeleton na Zimskih olimpijskih igrah 1928
Skeleton na Zimskih olimpijskih igrah 1928.

## Dobitniki medalj
| Tekma  | Zlato           | Srebro      | Bron           |
| Enosed | Jennison Heaton | John Heaton | David Carnegie |